# 岡島秀治
岡島 秀治（おかじま しゅうじ、1950年12月6日 - ）は、日本の昆虫学者。農学博士。東京農業大学名誉教授。

## 略歴・人物
1950年大阪府大阪市生まれ。1969年大阪教育大学教育学部附属高等学校天王寺校舎卒業。1973年東京農業大学農学部農学科卒業。1978年同大学院農学研究科博士課程修了、農学博士。東京農業大学農学部農学科助手・講師・助教授・教授、東京農業大学第一高等学校・中等部校長、東京農業大学農学部長などを歴任。専門は、昆虫学・動物系統分類学。同大学昆虫学研究室を主宰。特にアザミウマ目の分類学的研究に造詣が深く、内外の専門誌に多数の論文を発表。

## 著書
- 『世界のカブトムシ 1』講談社 1985
- 『世界のクワガタムシ』講談社 1985
- 『おとしぶみ ゆりかごをつくるちいさなむし』吉谷昭憲絵 福音館書店 かがくのとも傑作集 1990
- 『4億年を生き抜いた昆虫』ベスト新書 2015

### 共編著・監修
- 『学研の図鑑 世界の甲虫』安田幸夫共著 学習研究社 1980
- 『日本の甲虫』海野和男共著 小学館 自然観察シリーズ 1983
- 『昆虫 2(甲虫ほか)』林正美,松木和雄,新海栄一共著 学習研究社 学習科学図鑑1985
- 『検索入門クワガタムシ』山口進共著 保育社 1988
- 『世界のクワガタムシ・カブトムシ完全飼育ガイド』監修 学習研究社 2001
- 『いちばん!の図鑑』今泉忠明,饒村曜,真鍋真,湯浅浩史共監修 学研教育出版　2010
- 『なぜ?の図鑑』阿部和厚,猪郷久義,今泉忠明,大場達之,小宮輝之,饒村曜,真鍋真,吉川真共監修 学研教育出版 2012
- 『日本産コガネムシ上科標準図鑑』荒谷邦雄共監修 学研教育出版 2012
- 『危険生物大百科』今泉忠明,武田正倫共監修 学研教育出版 2013
- 『謎の図鑑』阿部和厚,猪郷久義,今泉忠明,大場達之,小宮輝之,竹内龍人,饒村曜,松原聰,真鍋真,吉川真共監修 学研教育出版 2013
- 『なぜ?どうして?昆虫図鑑 おどろきの能力がいっぱい!』監修 PHP研究所 2014
- 『ずかん虫の巣 見ながら学習調べてなっとく』監修 安田守写真 ネイチャー&サイエンス編集 技術評論社 2015
- 『なぜ?の図鑑昆虫』監修 学研教育出版 2015
- 『昆虫ワールド大脱出!』監修 学研教育出版（科学ふしぎクエスト） 2015

## 論文
- Cinii